# Juravlivka, Ciornomorske
Juravlivka (în ucraineană Журавлівка) este un sat în comuna Daleke din raionul Ciornomorske, Republica Autonomă Crimeea, Ucraina.

## Demografie
Componența lingvistică a localității Juravlivka
     Rusă (61,54%)
     Ucraineană (20%)
     Tătară crimeeană (18,46%)
Conform recensământului din 2001, majoritatea populației localității Juravlivka era vorbitoare de rusă (61,54%), existând în minoritate și vorbitori de ucraineană (20%) și tătară crimeeană (18,46%).